# Bédoin
Bédoin település Franciaországban, Vaucluse megyében. Lakosainak száma 3077 fő (2022. január 1.). Bédoin Beaumont-du-Ventoux, Brantes, Crillon-le-Brave, Flassan, Malaucène, Mormoiron, Saint-Léger-du-Ventoux, Saint-Pierre-de-Vassols és Sault községekkel határos.

## Népesség
A település népességének változása:
| Lakosok száma | 3110 | 3087 | 3185 | 3099 | 3096 | 3093 | 3091 | 3086 | 3077 |
|               | 2013 | 2015 | 2016 | 2017 | 2018 | 2019 | 2020 | 2021 | 2022 |